# Дряново (община)
Вижте пояснителната страница за други значения на Дряново.
Община Дряново се намира в Северна България и е една от съставните общини на област Габрово.

## География

### Географско положение, граници, големина
Общината е разположена в североизточната част на област Габрово. С площта си от 274,162 km2 заема 3-то място сред 4-те общините на областта, което съставлява 13,53% от територията на областта. Границите ѝ са следните:
- на север и изток – община Велико Търново, област Велико Търново;
- на юг – община Трявна;
- на югозапад – община Габрово;
- на запад – община Севлиево.

### Релеф, води, климат, почви, флора и фауна

#### Релеф
Релефът на община Дряново е преобладаващо ниско планински и хълмист, като територията ѝ изцяло попада в пределите на Средния Предбалкан.
Югоизточната третина на общината се заема от северните разклонения на Габровски възвишения. Те се простират югоизточно от долината на Дряновска река, а малка част и югозападно от нея, като тук е и максималната им височина в пределите на общината – връх Трите чукара (665 m), разположен южно от с. Горни Върпища, на границата с община Габрово.
Западно от град Дряново, между долините на реките Янтра и Дряновска се простират най-североизточните части на платото Стражата. В него, южно от село Скалско се издига най-високата точка на общината – връх Минин чукар (704 m).
Северната и северозападната част на общината са заети от южните склонове на други два предбалкански рида. Между Ветринския пролом на река Янтра на запад и Дряновска река на изток се издига рида Меловете (по билото му преминава границата с община Велико Търново) с връх Дива баба (489 m), разположен западно от село Керека. На запад от Ветринския пролом, в най-северозападната част на общината и отново по границата с община Велико Търново е рида Стените с максимална височина връх Чуката (511 m) – северно от село Гостилица.

#### Води
Основна водна артерия на община Дряново е река Янтра, която протича в северозападната ѝ част от юг-югозапад на север-североизток. Реката навлиза в пределите на общината южно от село Янтра след изхода си от Стражанския пролом, преминава в близост до селата Славейково и Гостилица и напуска пределите ѝ след като навлезе във Ветринския пролом между ридовете Стените и Меловете. В този си участък в нея се вливат малки реки и сухи дерета. На реката са изградени две водни електрически централи – ВЕЦ „Янтра“ и ВЕЦ „Каломен“.
Източната половина на общината се отводнява от Дряновска река (ляв приток на Белица, която е десен приток на Янтра). Тя навлиза в общината при село Царева ливада, тече на северозапад, при Дряновския манастир завива на североизток, минава през град Дряново и североизточно от село Соколово напуска пределите на общината. С малки изключения тя протича в дълбока долина със стръмни, на места отвесни склонове. Основен приток е река Андък, вливаща се нея отляво в близост до Дряновския манастир.
На голяма дълбочина край речните тераси има наличие на подпочвени води. Тяхната минерализация варира на места между 200 и 1000 mg/dm3, а твърдостта им е средна. На територията на общината са известни два минерални извора – в близост до селата Чуково и Маноя. Поради малкия и силно променлив през различите сезони дебит (0,5 л/сек) изворите не са регистрирани като значими.

#### Климат
Климатът на общината е умерено-континентален. Лятото е горещо със средна юлска температура около 21 °C, а зимата е студена със средна януарска температура 1,3 °C. Средната годишна температура е 10 °C. Преобладават западните, северозападните и североизточни ветрове, ориентирани по речните долини. Средната скорост на вятъра е около 1 м/сек. Има наличие на прояви на някои местни типове вятър – планинско-долинен и бора. При южните ветрове снегът бързо се топи и заедно със стичащите се води и пролетни валежи понякога причиняват големи наводнения. Реките Дряновска и Янтра често излизат от коритата си. През лятото при издигането на въздушните маси в Предбалкана, обикновено се поражда мощна гръмотевично – дъждовна облачност. Валежите са с летен максимум, зимен минимум и средногодишен обем от 750 мм. Най-много валежи падат през месеците май-юни, а най-малко през месеците януари и февруари. Районът се характеризира с най-висока за страната годишна продължителност на слънчевото греене и липсващи мъгливи дни. Издигането на настъпващите неустойчиви въздушни маси през лятното време са причина за развитието на гръмотевично-дъждовна облачност, която поражда поройни валежи и градушка. Този характер на летните валежи се отразява неблагоприятно върху климата и става причина за интензивните ерозионни процеси по склоновете, както и за прииждането на реките.

#### Почви
По територията на община Дряново не се наблюдава голямо почвено разнообразие. Основната преобладаващата почвена покривка е от сиви горски почви. Сивите горски почви се образуват в условията на умереноконтинентален климат и имат ясно изразен хумусен хоризонт. Притежават неблагоприятни физикомеханични свойства. Почвеният пласт е тънък с пепеляв цвят. По долините на реките има наличие на алувиални и делувиални почви, предимно по поречието на река Янтра и река Дряновска. Намират се на заливните тераси на реките и са богати на скални материали и хумусни вещества. На места се наблюдава присъствие на хумусно-карбонатни почви (рендзини).

#### Флора и фауна
Флората по територията на община Дряново е представена от дървесна храстовидна растителност, пасища и ливади. Тя обхваща пояса на ксеротермните гори. Преобладават широколистни гори и смесени гори. От горите изобилстват дъб, цер, бук, бряст, габър, явор, осен. От иглолистните представители са бор и ела От храстовите съобщества преобладават тези на смрадликата, дрян, глог, шипка, трън. Различните природо-географски елементи като релеф, почвен състав, подпочвени и речни води създават чудесна предпоставка за отглеждане на орехи, сливи, череши, вишни, праскови. Добри са условия за развъждане на лоза. По теченията на реките са разпространени върба и топола. Тревната растителност е представена от садина, полевица, ливадина и др. Поради карстовия релеф на определени места в общината се създава предпоставка за наличие на средиземноморски тип растителност като бадем, космат дъб и т.н. Фауната в община Дряново е от евросибирски и европейски тип, докато средиземноморски видове има малко поради бариерната роля на Стара планина. Спрямо зоогеографската подялба на България територията на общината вклюва в себе си части от Дунавския и Старопланинския район. По тази причина фауната е смесена и бива едновременно представена от равнинни и планински биологични видове. Сред бозайниците най-популярни са благороден елен, сърна, див заек, дива свиня, сънливецът, язовецът и горската мишка, а сред птиците – фазан, яребица, орел, сокол, скорци, дроздове и др.; прелетни птици – пъдпъдък, гълъб, гургулица. Това създава добри предпоставки за развитие на ловен туризъм. От местните фаунистични видове най-разпространени са златка, лисица, таралеж и др. Представители на влечугите тук са обикновената усойница, смокът-мишкар и слепокът. От земноводните най-често срещани са пъстрия дъждовник и алпийския тритон, а от безгръбначните – карпатски и северни пеперуди, паяци, бръмбари.

## Население

### Етнически състав (2011)
Численост и дял на етническите групи според преброяването на населението през 2011 г.:
|                     | Численост | Дял (в %) |
| Общо                | 9685      | 100,00    |
| Българи             | 8078      | 83,41     |
| Турци               | 495       | 5,11      |
| Цигани              | 261       | 2,69      |
| Други               | 115       | 1,19      |
| Не се самоопределят | 25        | 0,26      |
| Неотговорили        | 711       | 7,34      |

### Населени места
Общината има 63 населени места с общо население 7650 души към 7 септември 2021 г.
| Населено място   | Население (2021 г.) | Площ на землището km2 | Забележка (старо име)                  | Населено място  | Население (2021 г.) | Площ на землището km2 | Забележка (старо име)                     |
| ---------------- | ------------------- | --------------------- | -------------------------------------- | --------------- | ------------------- | --------------------- | ----------------------------------------- |
| Балалея          | -                   | -                     | в з-щето на с. Геша                    | Косарка         | 49                  | 14,951                |                                           |
| Балванците       | 4                   | -                     | в з-щето на с. Каломен                 | Косилка         | -                   | -                     | в з-щето на с. Царева ливада              |
| Банари           | -                   | -                     | Банарите, в з-щето на с. Царева ливада | Крънча          | -                   | -                     | в з-щето на гр. Дряново                   |
| Билкини          | -                   | -                     | в з-щето на с. Игнатовци               | Кукля           | 2                   | -                     | в з-щето на с. Игнатовци                  |
| Бучуковци        | 1                   | -                     | в з-щето на с. Царева ливада           | Куманите        | 10                  | -                     | в з-щето на с. Царева ливада              |
| Ганчовец         | 159                 | 19,691                |                                        | Къртипъня       | -                   | -                     | в з-щето на с. Царева ливада              |
| Геня             | 3                   | -                     | в з-щето на с. Зая                     | Малки Българени | 1                   | -                     | в з-щето на с. Царева ливада              |
| Геша             | 11                  | 10,986                |                                        | Маноя           | 63                  | -                     | в з-щето на с. Косарка                    |
| Глушка           | 17                  | -                     | в з-щето на с. Игнатовци               | Муця            | -                   | -                     | в з-щето на гр. Дряново                   |
| Гоздейка         | 21                  | -                     | в з-щето на с. Длъгня                  | Нейчовци        | -                   | -                     | в з-щето на с. Царева ливада              |
| Големи Българени | 12                  | -                     | в з-щето на с. Игнатовци               | Пейна           | 6                   | -                     | в з-щето на с. Денчевци                   |
| Горни Върпища    | 4                   | -                     | в з-щето на с. Царева ливада           | Петковци        | 1                   | -                     | в з-щето на с. Игнатовци                  |
| Горни Драгойча   | 1                   | -                     | в з-щето на с. Радовци                 | Плачка          | -                   | -                     | в з-щето на с. Чуково                     |
| Гостилица        | 292                 | 32,404                |                                        | Пърша           | -                   | -                     | в з-щето на с. Царева ливада              |
| Гърня            | -                   | -                     | в-з-щето на гр. Дряново                | Раданчето       | 2                   | -                     | в з-щето на с. Царева ливада              |
| Денчевци         | 16                  | 6,291                 | Шумата                                 | Радовци         | 95                  | 8,561                 |                                           |
| Джуровци         | -                   | -                     | в з-щето на с. Царева ливада           | Ритя            | 1                   | -                     | в з-щето на с. Геша                       |
| Длъгня           | 48                  | 13,901                |                                        | Руня            | 28                  | -                     | в з-щето на с. Ганчовец                   |
| Добрените        | 2                   | -                     | в з-щето на с. Царева ливада           | Русиновци       | 7                   | -                     | Русеновци, в з-щето на с. Радовци         |
| Долни Върпища    | 1                   | -                     | в з-щето на с. Царева ливада           | Саласука        | 18                  | -                     | в з-щето на с. Зая                        |
| Долни Драгойча   | 1                   | -                     | в з-щето на с. Царева ливада           | Скалско         | 59                  | 8,546                 | Каяджик                                   |
| Доча             | -                   | -                     | в з-щето на с. Царева ливада           | Славейково      | 44                  | 11,648                | Малко Яларе                               |
| Дряново          | 5800                | 28,096                |                                        | Соколово        | 21                  | -                     | в з-щето на с. Длъгня                     |
| Дурча            | -                   | -                     | в з-щето на с. Радовци                 | Станча          | -                   | -                     | Дели Станча, в з-щето на с. Царева ливада |
| Еленците         | 2                   | -                     | в з-щето на с. Каломен                 | Сухолоевци      | -                   | -                     | в з-щето на с. Радовци                    |
| Зая              | 55                  | 9,146                 |                                        | Сяровци         | 3                   | -                     | в з-щето на с. Царева ливада              |
| Игнатовци        | 5                   | 15,218                |                                        | Туркинча        | 44                  | 5,654                 |                                           |
| Искра            | 6                   | -                     | в з-щето на с. Царева ливада           | Царева ливада   | 506                 | 35,468                | Върбаново                                 |
| Каломен          | 12                  | 10,877                |                                        | Чуково          | 8                   | 6,407                 | Тъпанари                                  |
| Караиванца       | 24                  | 6,823                 |                                        | Шушня           | 1                   | -                     | в з-щето на с. Радовци                    |
| Катранджии       | 44                  | -                     | в з-щето на с. Длъгня                  | Янтра           | 59                  | 17,558                | Адъмово, Фердинандово                     |
| Керека           | 81                  | 11,936                |                                        | ОБЩО            | 7650                | 274,162               | 44 населени места са без землища          |

## Административно-териториални промени
- през 1881 г. – заличени са колиби Барборци и Кънча поради изселване без административен акт;
- през 1883 г. – с. Дряново е признато за гр. Дряново без административен акт;
- през 1884 г. – заличени са к. Влайковци поради изселване без административен акт;
- Указ № 160/обн. 31.03.1891 г. – преименува с. Адъмово на с. Фердинандово;
- през 1896 г. – заличени са к. Пипиляна (Пепеляна) поради изселване без административен акт;
- МЗ № 2820/обн. 14.08.1934 г. – преименува с. Каяджик на с. Скалско;

– преименува с. Малко Яларе на с. Славейково;
– преименува к. Дели Станча на к. Станча;
- МЗ № 1190/обн. 25.03.1947 г. – преименува с. Фердинандово на с. Янтра;
- Указ № 795/обн. 28.09.1949 г. – преименува с. Царева ливада на с. Върбаново;
- Указ № 48/обн. 09.02.1951 г. – преименува м. Крачунка на м. Владково;

– преименува к. Чакалите на к. Искра;
– преименува с. Тъпанари на с. Чуково;
- Указ № 582/обн. 29.12.1959 г. – заличава к. Златевци и ги присъединява като квартал на к. Кукля;

– заличава м. Узуните и гя присъединява като квартал на м. Шумата;
- Указ № 50/обн. 09.02.1960 г. – преименува м. Шумата на м. Денчевци;
- Указ № 460/обн. 14.11.1961 г. – признава н.м. Гара Соколово за с. Соколово;
- указ № 960/обн. 04.05.1966 г. – уточнява името на к. Банарите (Бонарите, Бънарите) на к. Банари;

– осъвременява името на к. Русеновци на к. Русиновци;
- Указ № 504/обн. 11.07.1967 г. – заличава к. Върбановци и ги присъединява като квартал на к. Кукля;
- Указ № 757/обн. 08.05.1971 г. – заличава м. Владково, к. Марча, м. Никоевци и м. Цинга и ги присъединява като квартали на гр. Дряново;
- Указ № 2294/обн. 26.12.1978 г. – признава колиби Кумановци и Радовци за села;
- Указ № 93/обн. 26 януари 1979 г. – заличава с. Кумановци поради изселване;
- Указ № 245/обн. 16.08.1991 г. – възстановява старото име на с. Върбаново на с. Царева ливада;
- На основание §7 (т.3) от Закона за административно-териториалното устройство на Република България (ДВ, бр. 63/14.07.1995 г.) всички махали, колиби, гари, минни и промишлени селища придобиват статут на села;
- Указ № 26/обн. ДВ бр.15/10.02.2000 г. – отделя с. Буря и неговото землище от община Дряново и го присъединява към община Севлиево.

## Транспорт
През територията на общината преминават два участъка от Железопътната мрежа на България:
- през средата, от североизток на югозапад, по долината на Дряновска река участък от 23,2 km от трасето на жп линията Русе – Горна Оряховица – Стара Загора – Подкова;
- в западната част, от изток на запад, началният участък от 2,9 km от трасето на жп линията Царева ливада – Габрово.

През общината преминават частично 7 пътя от Републиканската пътна мрежа на България с обща дължина 89.8 km:
- участък от 17,9 km от Републикански път I-5 (от km 114,3 до km 132,2);
- последният участък от 8,5 km от Републикански път III-303 (от km 62,2 до km 70,7);
- последният участък от 2.7 km от Републикански път III-406 (от km 10.1 до km 12.8);
- участък от 29,3 km от Републикански път III-609 (от km 54,8 до km 84,1);
- последният участък от 15,2 km от Републикански път III-4041 (от km 16 до km 31,2);
- последният целият участък от 7 km от Републикански път III-5002 (от km 9,7 до km 16,7);
- последният участък от 9,2 km от Републикански път III-5502 (от km 6,7 до km 15,9).

## Топографска карта
- Лист от карта K-35-27. Мащаб: 1 : 100 000.
- Лист от карта K-35-28. Мащаб: 1 : 100 000.
- Лист от карта K-35-39. Мащаб: 1 : 100 000.
- Лист от карта K-35-40. Мащаб: 1 : 100 000.